# MMP12
MMP12 — ген, который кодирует белок ММП12 (Металлоэластаза макрофагов, Macrophage Metalloelastase, HME). В геноме человека ген расположен на коротком плече 11-й хромосомы. Длина кодируемого MMP12 полипептида составляет 470 аминокислот, а его молекулярная масса — 54 002 Да.
Будучи цинк-содержащей, кальций-зависимой эндопептидазой, ММП12 обладает способностью гидролизовать белки. К числу белков-субстратов ММП12 относятся эластин (белок, соединительной ткани), а также целый спектр белков межклеточного матрикса, включая коллаген IV типа, желатин, фибронектин, ламинин-1, энтактин, витронектин. Помимо этого ММП12 гидролизует белковые компоненты протеогликанов и активирует матриксные металлопротеиназы (металлопротеазы) ММП2 и ММП3.
В организме человека биосинтез (наработка) ММП12, главным образом, происходит в макрофагах, которым ММП12 необходима для проникновения в межклеточный матрикс пораженной ткани. Соответственно, эта функция нарушена у мышей с дефицитом ММП12. Суперэкспрессия ММП12 замедляет ангиогенез (образование кровеносных сосудов), а повышенная экспрессия ММП12 в коже приводит к нарушению целостности базальной мембраны.